# ミヤマホツツジ
ミヤマホツツジ（深山穂躑躅、学名: Elliottia bracteata ）はツツジ科ホツツジ属の落葉小低木。

## 分布と生育環境
北海道、本州の中部以北に分布し、亜高山の林縁や高山の岩場などに自生する。

## 特徴
高さは30 - 50センチメートル (cm) になる。葉は枝に互生し、葉の形は倒卵形で長さ1 - 5 cm、先端はまるく、縁は全縁。秋は紅葉し、赤色から橙色、しばしば黄色に色づく。
花期は7 - 8月で、枝先に総状にまばらに花序をだす。花弁の色はやや赤みを帯びた緑白色で、3枚が反り返って丸まる。雌しべが弓状に象の鼻のように曲がるのが特徴。ホツツジ属のホツツジの雌しべは、長くほぼまっすぐに伸びる。

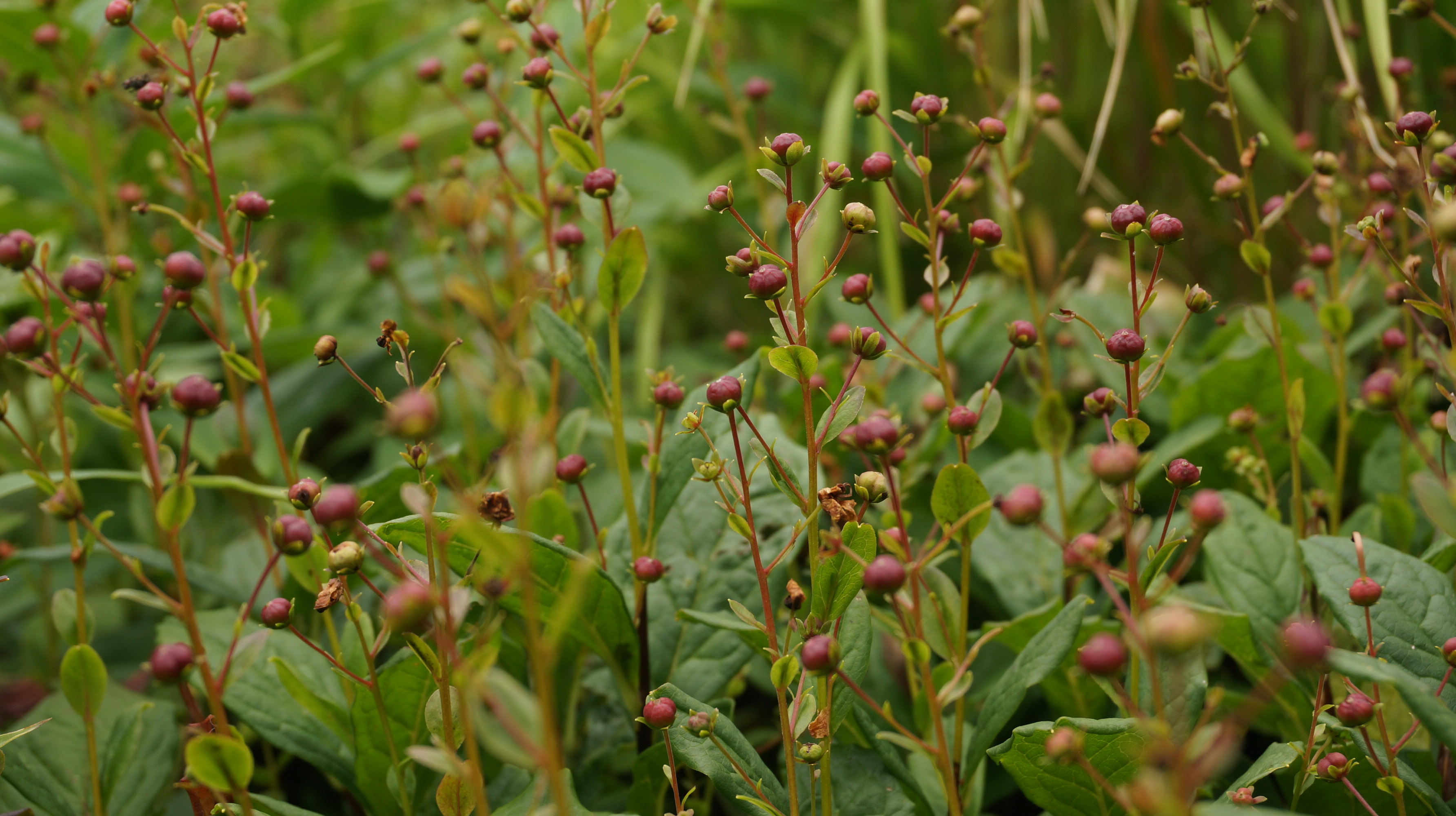
ミヤマホツツジの実（森吉山、2015年8月中旬）